# Хасханов, Магомед Тахирович
Магоме́д Тахи́рович Хасха́нов (27 июня 1975, Чечено-Ингушская АССР, СССР) — российский футболист, полузащитник.

## Карьера
Начал карьеру в первом чемпионате России в 17 лет в грозненской команде «Эрзу», после того как клуб прекратил своё существование из-за первой чеченской войны, перешёл в «Ангушт» из Назрани. Цвета «Ангушта» он защищал в течение 11 лет и с клубом впервые в истории ингушского футбола добился права выступать в Первом дивизионе. В Первом дивизионе он отыграл 41 игру из 42, а клуб из Ингушетии занял последнее место в первенстве. В 2007 году «Ангушт» лишили профессионального статуса и Хасханов на год остался без футбола. В 2008 попробовал свои силы в сочинской «Жемчужине», за которую сыграл 18 матчей во Втором дивизионе. В 2009 году вернулся в Назрань, в новый «Ангушт», который стартовал во Втором дивизионе. За «Ангушт» Магомед Хасханов общей сложности провёл 402 игры и забил 52 мяча. Был капитаном команды. В январе 2010 года в преддверии выступления на Кубка Содружества вместе с Адамом Исмаиловым и Абдулхамидом Ахильговым перешёл в «Дачию» из Кишинёва. Дебютировал в национальном первенстве 13 марта в матче против «Олимпии», на 72 минуте был заменён Василием Гучашвили. Является самым опытным футболистом «Дачии». Перед финалом кубка Молдовы с «Шерифом» он, вместе с Исмаиловым, был отчислен из команды. В «Дачии» Хасханов не сумел закрепиться из-за постоянных травм.
В «Ангуште» считался штатным исполнителем стандартных положений и часто забивал со штрафных ударов.